# Possiet (commune urbaine)
Pour les articles homonymes, voir Possiet.
Possiet (en russe : Посьет) est une commune urbaine du raïon de Khassan du kraï du Primorié en Extrême-Orient russe. Sa population s'élevait à 1 571 habitants en 2023.

## Géographie
La localité est située dans le kraï du Primorié, un sujet de l'Extrême-Orient de la Russie, en Mandchourie-Extérieure, qui était autrefois chinoise (avant 1860). Elle se trouve dans le district fédéral extrême-oriental. Elle est l'une des 37 localités du raïon de Khassan, raïon situé à l'extrémité sud du kraï, au bord du golfe de Pierre-le-Grand. Son centre administratif est la commune urbaine de Slavianka
Possiet, comme tout le kraï du Primorié, est située dans le fuseau horaire MSK+7 (heure de Vladivostok). Le décalage horaire appliqué par rapport au temps universel coordonné est +10:00.

## Histoire
La localité a été fondée en 1860.

## Démographie
Recensements (*) et estimations de la population,,,:
| 1897  | 1915 | 1926* | 1959* |
| ----- | ---- | ----- | ----- |
| 1 097 | 57   | 637   | 1 470 |

| 1970* | 1979* | 1989* | 2002 * |
| ----- | ----- | ----- | ------ |
| 1 469 | 1 995 | 2 223 | 2 927  |

| 2010* | 2021* | 2023  | - |
| ----- | ----- | ----- | - |
| 3 060 | 1 646 | 1 571 | - |